# Kreis Bad Salzungen
Der Kreis Bad Salzungen oder Landkreis Bad Salzungen war ein Landkreis im Bezirk Suhl (1952–1990) der DDR und im deutschen Bundesland Thüringen (1990–1994). Sein Gebiet liegt heute im Wartburgkreis in Thüringen. Der Sitz der Kreisverwaltung befand sich in Bad Salzungen. Ein Landkreis Bad Salzungen mit anderer Abgrenzung bestand bereits von 1950 bis 1952 im Land Thüringen.

## Geographie
Das Kreisgebiet lag im Nordwesten des Bezirkes Suhl bzw. im Westen Thüringens, unmittelbar an der Landesgrenze zu Hessen. Der Kreis grenzte im Uhrzeigersinn im Norden beginnend an die (Land-)Kreise Eisenach und Gotha im Bezirk Erfurt, die Kreise Schmalkalden und Meiningen (Bezirk Suhl) sowie jenseits der Staats- bzw. Landesgrenze an die Landkreise Fulda sowie Hünfeld und Rotenburg (bis 1972) bzw. Hersfeld-Rotenburg (ab 1972).
Naturräumlich war der Kreis vom Tal der Werra durchquert; der Nordosten des Kreisgebietes um Bad Liebenstein lag im nordwestlichen Thüringer Wald, während die Gebiete südlich der Werra der Thüringischen Rhön zuzuordnen sind. Wichtigste Gewässer neben der Werra waren deren Zuflüsse Ulster und Felda. Das flächengrößte Standgewässer im Kreisgebiet waren die ab den 1960er Jahren entstandenen Kiesseen bei Immelborn; natürliche Standgewässer wie der Frauensee, der Bad Salzunger Burgsee, der Schönsee und die Bernshäuser Kutte sind zumeist durch Subrosion und Erdfälle entstanden.

## Geschichte

### Landkreis Bad Salzungen (1950–1952)
Im Zuge der ersten großen Gebietsreform in der DDR wurde am 1. Juli 1950 im Land Thüringen aus 81 Gemeinden des alten Landkreises Eisenach (im Westen, das frühere Eisenacher Oberland) und 21 Gemeinden des alten Landkreises Meiningen (im Osten, die Stadt Bad Salzungen und Umgebung) der neue Landkreis Bad Salzungen gebildet. Der östliche Teil gehörte früher über Jahrhunderte zu Sachsen-Meiningen, der westliche zu Sachsen-Eisenach bzw. Sachsen-Weimar-Eisenach. Hinzu kam außerdem die Gemeinde Barchfeld und der ehemals preußische Teil von Bairoda der Herrschaft Schmalkalden. Mit dem Dekanat Geisa als einstigem Besitz der Bischöfe von Fulda befand sich im Südwesten des Kreises eine der wenigen katholischen Gegenden der DDR.

### Kreis Bad Salzungen (1952–1990)
Bei der Verwaltungsreform von 1952 wurde im neuen Bezirk Suhl auch eine neue Kreiseinteilung vorgenommen. Aus dem 1950 gebildeten Landkreis Bad Salzungen wechselten die Gemeinden Aschenhausen, Birx, Erbenhausen Frankenheim/Rhön, Gerthausen, Kaltensundheim, Kaltenwestheim, Melpers, Mittelsdorf, Oberweid, Reichenhausen, Schafhausen und Unterweid in den Kreis Meiningen. Die übrigen Gemeinden des Landkreises bildeten zusammen mit der Gemeinde Meimers des alten Landkreises Meiningen den Kreis Bad Salzungen mit zunächst 83 Gemeinden. Große Teile des Kreises lagen im Grenzgebiet zwischen den beiden deutschen Staaten.
Durch Eingemeindungen und Zusammenschlüsse verringerte sich die Zahl der Gemeinden bis 1989 auf 61.

### Landkreis Bad Salzungen (1990–1994)
Am 17. Mai 1990 wurde der Kreis, nunmehr Teil des Freistaates Thüringen in Landkreis Bad Salzungen umbenannt. Am 1. Juli 1994 wurde aus dem Landkreis Eisenach, dem Landkreis Bad Salzungen sowie einigen Gemeinden des Landkreises Bad Langensalza der Wartburgkreis mit Eisenach und Bad Salzungen als Kreisstädten gebildet. Nach dem Ausscheiden von Eisenach aus dem Wartburgkreis am 1. Januar 1998 durch Erlangen der Kreisfreiheit wurde Bad Salzungen alleinige Kreisstadt.
Letzter Landrat vor der Kreisgebietsreform war von 1992 bis 1994 Stefan Baldus.

## Politik

### Kreisleitung
Die Ersten Sekretäre der Kreisleitung der SED im Kreis Bad Salzungen waren:
- 1950–1951: Alfred Bauer
- 1952–1953: Raimond Kotula
- 1953–1956: Otto Thiele
- 1956–1973: Willy Hoffmanns
- 1973–1981: Gerhard Koszycki
- 1981–1982: Hans-Joachim Herzog
- 1982–1989: Hans-Dieter Fritschler

## Einwohnerentwicklung
Die Einwohnerzahl des Kreises lag zwischen 1952 und 1990 relativ konstant zwischen 85.000 und 90.000. Er war damit der einwohnerstärkste Kreis des Bezirkes Suhl. Die Einwohnerzahl der Kreisstadt verdoppelte sich in dieser Zeit, während Gebiete unmittelbar an der innerdeutschen Grenze durch Abwanderung Einwohner verloren.

## Gemeinden
Der Kreis Bad Salzungen umfasste 1952 die folgenden 83 Gemeinden:
| - Andenhausen - Apfelbach - Bad Liebenstein - Bad Salzungen, Stadt - Barchfeld - Bermbach - Bernshausen - Borbels - Borsch - Bremen - Brunnhartshausen - Buttlar - Deicheroda - Dermbach - Diedorf - Dietlas - Dönges - Dorndorf - Empfertshausen - Fischbach/Rhön - Föhlritz | - Frauensee - Geblar - Gehaus - Geisa, Stadt - Geismar - Gerstengrund - Glattbach - Gräfen-Nitzendorf - Gumpelstadt - Hohleborn - Immelborn - Kaiseroda - Kaltenborn - Kaltenlengsfeld - Kaltennordheim, Stadt - Ketten - Kieselbach - Klings - Kranlucken - Langenfeld - Leimbach | - Lenders - Lindenau - Martinroda - Mebritz - Meimers - Merkers - Mieswarz - Möhra - Motzlar - Neidhartshausen - Oberalba - Oberrohn - Oberzella - Oechsen - Otzbach - Pferdsdorf/Rhön - Reinhards - Schleid - Spahl - Stadtlengsfeld, Stadt - Steinbach | - Steinberg - Sünna - Tiefenort - Unteralba - Unterbreizbach - Unterrohn - Urnshausen - Vacha, Stadt - Völkershausen - Waldfisch - Walkes - Weilar - Wenigentaft - Wiesenfeld - Wiesenthal - Willmanns - Witzelroda - Wölferbütt - Zella/Rhön - Zitters |

Am 25. September 1961 wurde aus einem Teil Frauensee die neue Gemeinde Springen und am 1. April 1974 aus einem Teil von Bad Liebenstein die neue Gemeinde Schweina gebildet.
Seit 1957 kam es zu einer Reihe von Eingemeindungen:
- Mieswarz, am 1. Januar 1957 zu Bermbach
- Glattbach, Lindenau und Mebritz, am 1. Januar 1957 zu Dermbach
- Apfelbach, am 1. Januar 1957 zu Ketten
- Kaiseroda, am 1. Januar 1957 zu Leimbach
- Lenders, am 1. Januar 1957 zu Oechsen
- Willmanns, am 1. Januar 1957 zu Völkershausen
- Steinberg, am 1. Januar 1960 zu Brunnhartshausen
- Unterrohn, am 1. Januar 1972 zu Tiefenort
- Bernshausen, am 1. Juni 1973 zu Urnshausen
- Borbels, am 1. Januar 1974 zu Bermbach
- Oberalba und Unteralba, am 1. Januar 1974 zu Dermbach
- Gräfendorf-Nitzendorf, am 1. Januar 1974 zu Möhra
- Walkes, am 1. Januar 1974 zu Ketten
- Geblar, am 1. April 1974 zu Otzbach
- Hohleborn, Kaltenborn und Langenfeld, am 1. April 1974 zu Bad Salzungen
- Deicheroda, am 1. April 1974 zu Sünna
- Föhlritz, am 1. April 1974 zu Zella
- Reinhards, am 1. April 1981 zu Spahl

## Wirtschaft und Infrastruktur

### Industrie

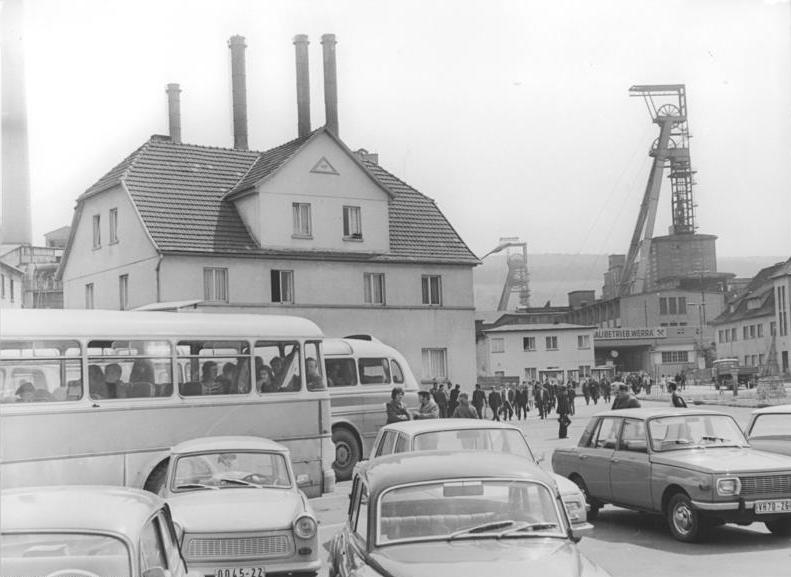
Kaliwerk Merkers 1974

Der Kreis Bad Salzungen war im Südwesten, im thüringischen Teil der Rhön und im Tal der Ulster gelegen, landwirtschaftlich geprägt, während das Werratal im Norden vom Kali-Abbau des Werra-Kalireviers geprägt wurde. Dadurch kam es in diesem Bereich zu großen Umweltschäden, u. a. zur Versalzung der Werra. Die Halden der Bergwerke um Merkers und Unterbreizbach sind noch heute zu sehen. Industriell geprägt war auch das Tal der Felda mit Industriebetrieben in Kaltennordheim, Stadtlengsfeld (Porzellanherstellung), Dermbach und Dietlas.  Bedeutendste Betriebe des Kreises waren der Kombinat Kali (Werke Merkers, Dorndorf und Unterbreizbach) sowie der VEB Bergwerksmaschinen Dietlas.

### Verkehr

#### Straßenverkehr
Durch das Kreisgebiet führten die Fernverkehrsstraßen – ab 1990: Bundesstraßen – 19 (im Abschnitt Eisenach–Meiningen) 62 (Vacha–Barchfeld zur F 19), 84 (Eisenach–Buttlar) und 285 (Dorndorf–Kaltennordheim) sowie im Sperrgebiet ein Teilstück der 278 (Buttlar–Motzlar).

#### Schienenverkehr
Das Kreisgebiet wurde von der Werrabahn durchquert, die vom Bahnhof Eisenach über Bad Salzungen bis nach Eisfeld führt. Am Bahnhof Bad Salzungen zweigte die Bahnstrecke Bad Salzungen–Vacha ab, welche große Bedeutung für den Güterverkehr der Kalibergwerke Merkers und Unterbreizbach hatte. Für diesen Zweck wurde die Strecke als Ersatz für die von der innerdeutschen Grenze unterbrochene Ulstertalbahn über Sünna bis Unterbreizbach verlängert. Für die Städte und Gemeinden sowie Industriebetriebe im Feldatal war die in Dorndorf abzweigende Feldabahn von Bedeutung. Die Bahnstrecke Immelborn–Steinbach über Bad Liebenstein wurde 1973 stillgelegt und abgebaut, die Ulstertalbahn sowie die Bahnstrecke von Wenigentaft nach Oechsen wurden wegen der Grenzlage bereits 1952 stillgelegt.

## Kfz-Kennzeichen
Den Kraftfahrzeugen (mit Ausnahme der Motorräder) und Anhängern wurden von etwa 1974 bis Ende 1990 dreibuchstabige Unterscheidungszeichen, die mit den Buchstabenpaaren OA, OB und OC begannen, zugewiesen. Die letzte für Motorräder genutzte Kennzeichenserie war ON 30-01 bis ON 50-00.
Anfang 1991 erhielt der Landkreis das Unterscheidungszeichen SLZ. Es wurde bis zum 31. Januar 1995 ausgegeben. Seit dem 29. November 2012 ist es im Wartburgkreis erhältlich.